# 이세무
이세무(李世茂, ? - ?)는 조선 중기의 무신이다. 본관은 미상이다.

## 생애
1498년(연산군 2) 장악 주부(掌樂主簿)가 되었다가 음률(音律)을 이해하지 못한다는 이유로 사헌부장령 조형(趙珩)의 탄핵을 받고 체직되었다. 진천 현감(鎭川縣監)로 있다가 1504년(연산군 10) 11월에는 여인(女人) 강아지(姜阿知)의 비밀 고변에 연루되었다.
1511년(중종 6) 진원 현감(珍原縣監)에 임명되었다가 대간으로부터 피폐한 읍에는 적합하지 않다는 이유로 체직 건의가 있었으나 임금이 듣지 않았다. 1515년(중종 10) 6월  도화서 별좌(圖畫署別坐)가 되었다가, 대간으로부터 전년도 지방관 근무 성적이 하등(下等)인데 중앙관 후보자로 임명된 것은 이조의 잘못이라며 체직을 청하였으나 임금이 듣지 않았다. 거듭된 탄핵으로 9월 24일에 면직되었다.
1524년(중종 19) 우봉 현령(牛峯懸令)에 임명되었다가 대간으로부터 망패(妄悖)하고 늙어서 백성을 다스리기에 맞지 않는다는 이유로 논계를 받았으나 왕이 듣지 않았다. 거듭된 탄핵으로 6월 30일에 체직되었다. 1528년(중종 23) 1월 군기감 주부(主簿)로 있을 때, 전년도 연말에 화포(火炮)의 수를 서계(書啓)할 때 마음대로 수를 가감한 일을 알고도 판관 최인복(崔仁福)과 서로 떠넘겨서 대간의 탄핵을 받았다.
1534년(중종 29) 6월 10일 출사(出仕)하지 않으면서 녹봉(祿俸)을 받다가 이조에 의해 보고되었다. 중종은 전에 제조(提調)가, 화포(火砲)에 대해 안다고 하였기 때문에, 주부(主簿)를 거쳐서 판관(判官)에 이른 것이다. 그가 근무하는 것이 연소한 사람들과 같을 수야 없겠지만 화포에 대해 물어볼 것이 없겠느냐며 체직시키지 말도록 하였다.

## 같이 보기
- 최무선
- 화포

## 참고 문헌
- 연산군일기
- 중종실록